# Новотроїцька сільська рада (Частоозерський район)
Новотро́їцька сільська рада (рос. Новотроицкий сельский совет) — сільське поселення у складі Частоозерського району Курганської області Росії.
Адміністративний центр — село Новотроїцьке.
Населення сільського поселення становить 289 осіб (2017; 435 у 2010, 706 у 2002).

## Склад
До складу сільського поселення входять:
| Населений пункт     | Населення, осіб (2002) | Населення, осіб (2010) |
| ------------------- | ---------------------- | ---------------------- |
| Гомзіно, присілок   | 111                    | 58                     |
| Новотроїцьке, село  | 467                    | 309                    |
| Шестаково, присілок | 128                    | 68                     |